# Eutymiusz (Maksimienko)
Eutymiusz, imię świeckie Wiktor Pietrowicz Maksimienko (ur. 30 kwietnia 1975 w Głuchowie) – rosyjski biskup prawosławny.

## Życiorys
Ukończył szkołę medyczną w Głuchowie ze specjalizacją felczerską w 1994. Następnie podjął w tym samym roku studia na Wydziale Biologii Głuchowskiego Państwowego Uniwersytetu Medycznego, jednak nie ukończył ich. Równocześnie pracował jako kierownik punktu felczersko-akuszerskiego w Biełokopytowie (obwód sumski). W 1996 wstąpił do monasteru Narodzenia Matki Bożej w Zadonsku jako posłusznik. 5 stycznia 1998 namiestnik monasteru, biskup zadoński Nikon postrzygł go w riasofor, nadając mu imię zakonne Eutymiusz. 5 stycznia 1999 złożył śluby wieczyste, zachowując imię otrzymane przy pierwszych postrzyżynach. 6 maja 2000 został wyświęcony na hierodiakona, a 8 lipca 2001 przyjął święcenia kapłańskie z rąk metropolity woroneskiego i lipieckiego Metodego.
W latach 2000–2004 uczył się w seminarium duchownym w Woroneżu. W 2003 został dziekanem monasteru Narodzenia Matki Bożej w Zadońsku, a rok później – jego ekonomem. Od tego samego roku przewodniczył komisji ds. kanonizacji świętych w eparchii lipieckiej. W latach 2008–2013, pełniąc nadal obowiązki ekonoma klasztoru, był równocześnie proboszczem parafii św. Michała Archanioła w Skorniakowie, a od 2011 – dziekanem wszystkich monasterów eparchii lipieckiej. W 2009 otrzymał godność ihumena. Był również odpowiedzialny za budowę nowych i restaurację zniszczonych cerkwi w eparchii lipieckiej. W 2016 ukończył studia teologiczne na Moskiewskiej Akademii Duchownej.
21 października 2016 Święty Synod Rosyjskiego Kościoła Prawosławnego nominował go na biskupa usmańskiego, wikariusza eparchii lipieckiej. W związku z tą decyzją dwa dni później otrzymał godność archimandryty. Jego chirotonia biskupia miała miejsce 25 grudnia 2016 w cerkwi św. Spirydona w Moskwie-Nagatinskim Zatonie. Nabożeństwu przewodniczył patriarcha moskiewski i całej Rusi, Cyryl.